# يوم بلا غد (فلم)
يوم بلا غد فيلم درامي رومانسي موسيقي مصري تم إنتاجه عام 1962، إخراج هنري بركات و بطولة فريد الأطرش و مريم فخر الدين و زكي رستم وهو أخر فيلم من إنتاج فريد الأطرش.

## فريق العمل

### تمثيل
- فريد الأطرش
- مريم فخر الدين
- زكي رستم
- زيزي البدراوي
- يوسف فخر الدين
- محمد سلطان (ملحن)
- ناهد صبري
- عبد الخالق صالح

### الفريق الفني
إخراج: هنري بركات
تأليف:
- هنري بركات  (قصة وسيناريو)
- يوسف عيسى (حوار)

إنتاج: أفلام فريد الأطرش

## اغاني الفيلم
غناء والحان فريد الأطرش
- اتقل اتقل

كلمات: فتحي قوره
- إسمع لما قولك

كلمات: مرسي جميل عزيز
- قلبي وعيني اختاروا

كلمات: مرسي جميل عزيز
- يوم بلا غد

كلمات: كامل الشناوي

## روابط خارجية
- مقالات تستعمل روابط فنية بلا صلة مع ويكي بيانات